# 对第二次马哈迪政府的民意调查
对第二次马哈迪政府的民意调查，指对第二次马哈迪政府（希盟政府）的一系列民意调查。

## 百日执政
默迪卡中心（Merdeka Center）展开“你最满意的内阁部长与高官”民调显示，高居榜首的人选为副首相兼妇女及家庭部部长旺阿兹莎，平均获得高达75%的民意支持度，认为不满意者只有16%。继旺阿兹莎之后的依序分别是：经济事务部长阿兹敏阿里（64%满意，15%不满意）、内政部长慕尤丁（62%满意，18%不满意）、财政部长林冠英（60%满意，28%不满意）、国防部长末沙布（58%满意，22%不满意）、卫生部长祖基菲里阿末（53%满意，13%不满意），以及教育部长马智礼马烈（50%满意，28%不满意）。
民调也显示，三分之二（67％）的受访者给予政府正面评价；首相马哈迪·莫哈末获得71%受访者的认同。

## 2019年民调
2019年4月5日，Kajidata研究机构的民调显示，马来西亚人民对国阵的满意度已高于希盟，年轻人更是最不满希盟的群体。报告分析，虽然经济信心下降对所有年龄段支持率都有影响，但是年轻选民支持率大幅下降，或传达出对经济管理的失望情绪。

## 2020年倒台前民调
2020年6月13日，智库埃米尔研究机构（Emir Research）的民调显示，希盟政府在倒台前，支持率只剩下30％。